# Cornelis Holsteyn
Cornelis Holsteyn, né en 1618 à Haarlem et mort en 1658 à Amsterdam, est un peintre du siècle d'or néerlandais.
Selon le RKD, il peint des allégories historiques, des portraits et des décorations intérieures. Il est formé par son père Pieter Holsteyn l'Ancien. Selon Houbraken, son père est un peintre sur verre qui a formé son fils à la même discipline, mais le marché de la peinture sur verre n'étant pas ce qu'il était, Cornelis s'est tourné vers la peinture sur toile. Houbraken estime qu'il n'était pas rémunéré à son juste mérite pour son travail d'une très grande qualité. Il décrit un Triomphe de Bacchus, et un Lycurgue peint pour l'orphelinat d'Amsterdam.
Selon le RKD, il déménage à Amsterdam avec son frère Pieter Holsteyn le Jeune en 1647, y devient poorter (en) (citoyen intra-muros) en 1652 et s'y fiance la veille de Noël 1654. Il meurt en 1658 et est enterré dans la Nieuwe Kerk le 2 décembre.